# Yau Kom Tau (Tsing Yi)
 (juillet 2023).
Yau Kom Tau (en chinois : 油柑頭) est une caractéristique géographique située sur la rive nord de l'île de Tsing Yi à Hong Kong,. C'était à l'origine un promontoire plat formé par une petite colline avec une baie, Ngau Kok Wan (牛角灣), à l'est et une vallée et un marécage à l'ouest. Son rivage naturel a été reconquis pour la relocalisation des chantiers navals de Cheung Sha Wan. Il n'y a que deux routes, Tam Kon Shan Road et Tsing Yi North Coastal Road sur le promontoire.